# ナイス・ペア
『ナイス・ペア』 (A Nice Pair) は、1973年に発売されたピンク・フロイドのアルバム。デビュー2作のアルバム『夜明けの口笛吹き』(1967年)と『神秘』(1968年)をカップリングしたコンピレーション・アルバムである。
同年に発売されたアルバム『狂気』の世界的ヒットを受けて、多くの国で当時ほとんど廃盤状態だったデビュー2作を再発したもの。特にボーナス・トラックや新曲などは収録されていないが、ジャケット・アートはヒプノシスによって新たにデザインされたものが使用されている。また、現在はその2作がそれぞれ再発されているので、本作の方が廃盤となっている。

## 収録曲
以下2枚のアルバムの楽曲を収録
- 『夜明けの口笛吹き』 - The Piper At The Gates Of Dawn
- 『神秘』 - A Saucerful Of Secrets